# Ophiactis picteti
Ophiactis picteti is een slangster uit de familie Ophiactidae.
De wetenschappelijke naam van de soort werd in 1893 gepubliceerd door Perceval de Loriol.